# Cynapes canosus
Cynapes canosus är en spindelart som beskrevs av Simon 1900. Cynapes canosus ingår i släktet Cynapes och familjen hoppspindlar. Inga underarter finns listade i Catalogue of Life.